# 拉希耶
35°43′N 7°40′E / 35.717°N 7.667°E
拉希耶（阿拉伯语：‎），是阿爾及利亞的城鎮，位於該國東北部烏姆布瓦吉省，由邁斯基亞納區負責管轄，面積161平方公里，2008年人口2,711，人口密度每平方公里17人。